# 第二代諾森伯蘭公爵休·珀西
第二代諾森伯蘭公爵休·珀西，KG，FRS（英語：Hugh Percy, 2nd Duke of Northumberland，1742年8月14日—1817年7月10日），英國陸軍軍官，曾參與美國獨立戰爭。
珀西生於1742年，本姓為史密夫遜（Smithson），父親休·史密夫遜迎娶了珀西家族的女子，並在1750年繼承了珀西伯爵爵位，全家改姓為珀西。1766年父親獲封為第一代諾森伯蘭公爵後，兒子則承襲了珀西伯爵爵位。
珀西在1759年從軍，參與了七年戰爭部分戰役。1763年至1776年間，珀西曾為英國下議院議員。美國獨立戰爭期間，珀西先後參與了列星頓和康科德戰役及長島會戰，並且陞任中將。但珀西與北美英軍總司令威廉·何奧不合，在1777年辭職返國。
返國後珀西逐步淡出政壇，但仍掌有軍職。1786年珀西從父親承襲公爵銜，再在1788年珀西獲授嘉德勳章，最後在1793年獲陞為上將。然而珀西並沒有到前線參與法國大革命戰爭，而是留在英國莊園。1817年珀西因急病逝世，公爵傳給第二任妻子所生之子，是為第三代諾森伯蘭公爵休·珀西。